# Rose-Marie Van Lerberghe
Pour les articles homonymes, voir Van Lerberghe.
Rose-Marie Van Lerberghe, née le 7 février 1947 à Aiserey, est une dirigeante d'entreprise et ancienne haute fonctionnaire française.

## Biographie

### Formation
Elle est diplômée de l’ENA (promotion Guernica), de l’École normale supérieure de jeunes filles (promotion L1968), où elle obtient une agrégation de philosophie, de l'IEP de Paris (promotion 1972), de l'INSEAD et licenciée d'histoire.

### Carrière dans la fonction publique
En 1976, elle devient inspecteur à l’Inspection générale des affaires sociales, puis de 1979 à 1980, conseillère technique chargée des personnes âgées au cabinet du ministre du Travail, de l'Emploi et de la Santé. De 1981 à 1986, elle est chef de la Mission du fonds national pour l’emploi et sous-directrice de la défense et de la promotion de l’emploi, à la délégation à l’emploi du ministère du Travail.

### Passage dans le privé
En 1986, elle rejoint l'entreprise BSN - Danone où elle occupe divers postes de management. Elle est successivement directrice générale de deux filiales, les Verreries de Masnières, regroupant 800 salariés, avec 92 M€ de chiffre d'affaires, de 1990 à 1992, puis de l’Alsacienne, employant 1 000 salariés et réalisant 185 M€ de CA. Enfin, de 1993 à 1996, elle est directrice générale des ressources humaines du groupe Danone.

### Entre public et privé
En 1996, elle réintègre la fonction publique comme déléguée générale à l’emploi et à la formation professionnelle auprès du ministère du Travail et des Affaires sociales.
De 2000 à 2002, elle est directrice générale de la branche ressources humaines d'Altédia, société de conseil créée par Raymond Soubie, qui comprend 850 salariés et réalise un chiffre d'affaires de 95 M€.
De 2002 à 2006, elle occupe le poste de directrice générale de l’Assistance publique - Hôpitaux de Paris et se retrouve à la tête d'une structure de 93 000 salariés, gérant un budget annuel de 6 milliards d'euros.
Après son départ de l'AP-HP en 2006, Marie-Rose Van Lerberghe est nommée présidente du directoire du groupe Korian regroupant 15 000 salariés et réalisant un chiffre d'affaires de 850 M€.

### Autres fonctions
En 2007-2008, Rose-Marie Van Lerberghe siège à la Commission nationale chargée de l’élaboration de propositions pour un plan national concernant la maladie d’Alzheimer et les maladies apparentées, le plan Alzheimer 2008-2012 (mise en place par Nicolas Sarkozy et présidée par le professeur Joël Ménard), et continue d'y associer son groupe Korian.
En mai 2009, elle rejoint le comité stratégique du cabinet d’audit et de conseil KPMG.
Depuis juin 2009, elle est membre du Comité pour la réforme de l’ENA, créé par Éric Woerth (alors ministre du Budget) et présidé par Jean-Pierre Jouyet.
Elle est également administrateur des groupes Air France – KLM et Casino ainsi que membre du conseil d'administration de l'Institut Pasteur.
Elle est membre Conseil supérieur de la magistrature (CSM), en tant que personnalité extérieure, désignée par le président de la République Nicolas Sarkozy, pour la période 2011-2015.
Dans le cadre du débat sur la réforme de la dépendance, elle fait partie du groupe de travail « Accueil et accompagnement des personnes âgées » installé par la ministre des solidarités et de la cohésion sociale et animé par Evelyne Ratte.
Après avoir siégé au conseil d'administration de l'Institut Pasteur de 2003 à 2008 et à partir de 2011, elle en est élue présidente le 30 avril 2013.
Elle siège au conseil d'administration de Bouygues depuis le 25 avril 2013, membre du comité de l'éthique, de la RSE et du mécénat.

## Centres d'intérêts
Rose-Marie van Lerberghe est passionnée de musique classique et d'opéra.

## Décorations
- Commandeur de la Légion d'honneur (2025)[15] ; 
  - officier du 19 mai 2010[15]
  - chevalier du 14 novembre 2001[16],[17]
- Commandeur de l'ordre national du Mérite (2019)[18] ;
  - officier du 3 juin 2005[18],[19]
  - chevalier du 9 juin 1997[20],[19]